# سرعة الإفلات
سرعة الإفلات أو سرعة الانفلات في الفيزياء هي السرعة التي تكون عندها طاقة الحركة لجسم ما، مساوية لطاقته الوضعية (التثاقلية)، أي أن مجموعهما يساوي صفرًا، وهذا يعني أن الجسم حقق سرعة الهروب ليس على السطح ولا في مدار مغلق (بأي نصف قطر). عندما يتحرك الجسم بسرعة هروب وباتجاه مبتعدًا عن الأرض فإنه سوف يتباطأ ويقترب لكنه لا يصل، أي أن السرعة لا تصبح صفر، وإذا تحققت سرعة الهروب لأول مرة فإنه لا داعي للتأثير بمزيد من قوة الدفع على الجسم حتى يستمر في هروبه. وبعبارة أخرى، إذا ما أعطيت سرعة الهروب، فإن الجسم سوف يتحرك مبتعدًا عن الأرض وتتقارب سرعته من الصفر لأن المسافة تتقارب من اللانهاية.
لاحظ أن الحد الأدنى من سرعة الهروب يتطلب عدم وجود احتكاك، الأمر الذي من شأنه أن يزيد من السرعة اللحظية المطلوبة للإفلات من تأثير قوة الجاذبية، لذلك سوف لن يكون هناك مصادر أخرى لسرعة إضافية بالتالي سوف تقل السرعة اللحظية المطلوبة.
من الشائع أيضًا تعريف سرعة الإفلات على أنها السرعة المطلوبة للإفلات من حقل جاذبية.
يرمز لسرعة الإفلات بالرمز {\displaystyle v_{e}} وتحسب بالعلاقة:
{\displaystyle v_{e}={\sqrt {\frac {2\cdot G\cdot M}{r}}}}
حيث {\displaystyle G} هو ثابت الجذب العام (6.67428 × 10−11 م3 كغ−1 ثا−2 )، {\displaystyle M} هو كتلة الكوكب، و{\displaystyle r} هو نصف قطره.
- نستخلص من هذا القانون أن سرعة الإفلات لجسم ما لا تعتمد على كتلته وإنما فقط على كتلة الكوكب.

في مجال جاذبية كوكب الأرض، يحتاج جسم ما لمغادرة الأرض والانفلات منها إلى سرعة إفلات {\displaystyle v_{e}} تساوي تقريبا 11.2 كيلومتر/ ثانية، ولكن للإفلات من جاذبية الشمس (والخروج من النظام الشمسي) من نفس النقطة، يحتاج إلى سرعة إفلات 42.1 كيلومتر/ثانية.
عندما تكون السرعة المعطاة أكبر من سرعة الهروب، فإن الجسم سوف يقترب من {\displaystyle \upsilon \infty } hypebrolic excess speed حسب المعادلة الآتية:
{\displaystyle v\infty =v^{2}-ve}
في هذه المعادلة الاحتكاك الجوي لم يؤخذ بعين الاعتبار. إن الصواريخ التي تتحرك من حقل الجاذبية فإنها في الواقع لا تحتاج إلى تحقيق سرعة إفلات من أجل الهروب، بل يمكنها أن تحقق نفس النتيجة عند أي سرعة إذا كان هناك وضع مناسب للدفع ووقود كافي لتزويد القوة المتسارعة على الجسم للهروب.

## نظرة عامة

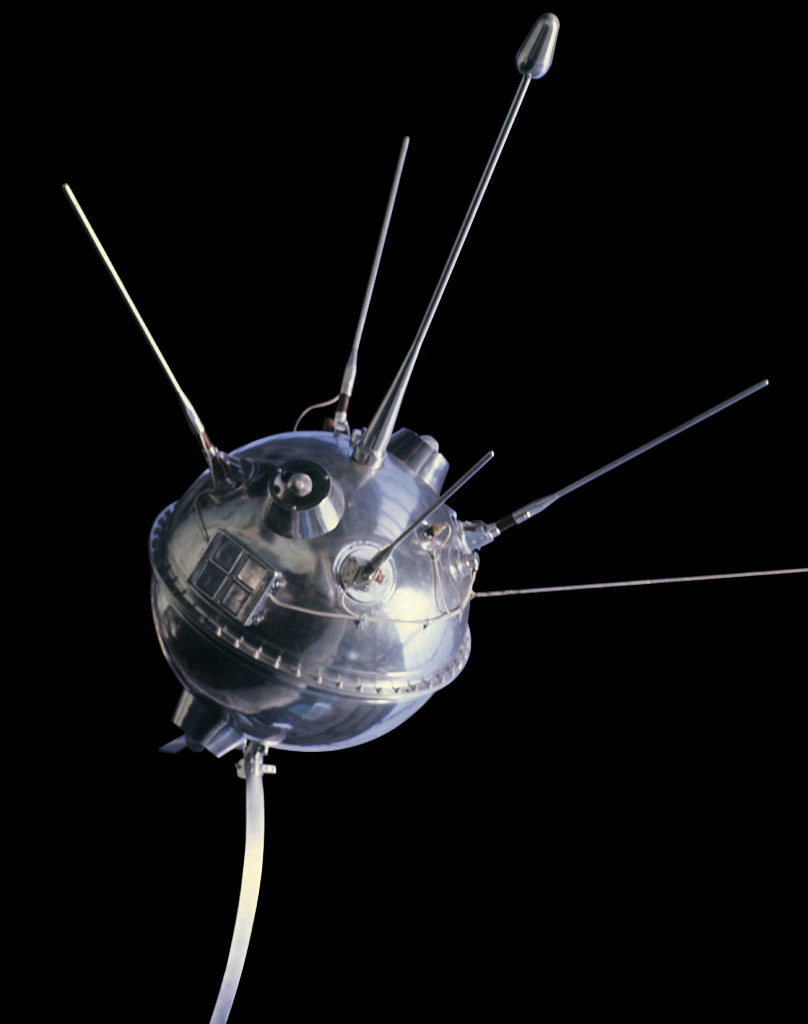
“محطة الفضاء بين الكواكب لونا 1” تعرض في جناح "كوسموس" في معرض إنجازات الاقتصاد الوطني للاتحاد السوفيتي (VDNKh).

إن وجود سرعة الإفلات هو نتيجة لحفظ الطاقة، فبالنسبة لجسم ما ذو طاقة كاملة معطاة، فإنه وأثناء تحركه يخضع لقوى ثابتة ( مثل حقل الجاذبية الثابتة)، تزيد من احتمالية أن يصل لمواقع وسرعات لديها تلك الطاقة الإجمالية، أما الأماكن التي لديها طاقة أعلى فإنه لا يمكن الوصول إليها على الإطلاق. وبالنسبة لطاقة الجاذبية المحتملة في مكان معين، فإن سرعة الهروب هي السرعة الدنيا اللازمة التي يحتاجها الجسم بدون دفع حتى يتمكن من الإفلات من الجاذبية. سرعة الهروب هي في الواقع كمية قياسية ( speed) وليس متجهة ( velocity) لأنها لا تحدد الاتجاه ( أي أنه بغض النظر عن الاتجاه الذي سيسلكه الجسم للهروب ).
إن أبسط طريقة للتوصل إلى قانون سرعة الهروب هي عن طريق استخدام قوانين حفظ الطاقة. للتبسيط، نفترض أن كائن يحاول الهروب من كوكب كروي وأن القوة الوحيدة والمعتبرة التي تؤثر عليه هي قوة الجاذبية. ففي الحالة الأولية i، تصور مثلا أن سفينة فضاء كتلتها m تقع على مسافة r من مركز الكوكب الذي كتلته M، فإن السرعة الأولية تساوي سرعة الهروب. وفي الحالة النهائية f سوف تكون السفينة على مسافة لانهائية من الكوكب بالتالي فإن السرعة تصبح صغيرة جدا وتهمل ونعتبرها صفر. كما أننا سوف نتعامل مع كلا من أنواع الطاقة : الحركية وطاقة الوضع الجاذبية فقط، فمن خلال قوانين حفظ الطاقة: {\displaystyle (k+ug)i=(k+ug)f}
حيث أن {\displaystyle kf}=صفر لأن السرعة النهائية تساوي صفرا، وأيضا {\displaystyle ugf}= صفر لأن المسافة النهائية تساوي {\displaystyle \infty }. لذا:
{\displaystyle \Rrightarrow 1/2mve^{2}+-GMm/r=0+0}
{\displaystyle \Rrightarrow ve={\sqrt {2GM/R}}={\sqrt {2\mu /r}}}
حيث ان {\displaystyle \mu } هي معيار الجاذبية القياسي.

## قائمة بسرعات إفلات
| الموقع            | بالنسبة لـ          | ve          |  | الموقع          | بالنسبة لـ    | ve        |
| ----------------- | ------------------- | ----------- |  | --------------- | ------------- | --------- |
| على الشمس،        | جاذبية الشمس:       | 617.5 km/s  |  |                 |               |           |
| على عطارد،        | جاذبية عطارد:       | 4.3 km/s    |  | في عطارد،       | جاذبية الشمس: | 67.7 km/s |
| على الزهرة،       | جاذبية الزهرة:      | 10.3 km/s   |  | في الزهرة،      | جاذبية الشمس: | 49.5 km/s |
| على الأرض،        | جاذبية الأرض:       | 11.2 km/s   |  | في الأرض/القمر، | جاذبية الشمس: | 42.1 km/s |
| على القمر،        | جاذبية القمر:       | 2.4 km/s    |  | في القمر،       | جاذبية الأرض: | 1.4 km/s  |
| على المريخ،       | جاذبية المريخ:      | 5.0 km/s    |  | في المريخ،      | جاذبية الشمس: | 34.1 km/s |
| على المشتري،      | جاذبية المشتري:     | 59.5 km/s   |  | في المشتري،     | جاذبية الشمس: | 18.5 km/s |
| على زحل،          | جاذبية زحل:         | 35.6 km/s   |  | في زحل،         | جاذبية الشمس: | 13.6 km/s |
| على أورانوس،      | جاذبية أورانوس،     | 21.2 km/s   |  | في أورانوس،     | جاذبية الشمس: | 9.6 km/s  |
| على نبتون،        | جاذبية نبتون:       | 23.6 km/s   |  | في نبتون،       | جاذبية الشمس: | 7.7 km/s  |
| في النظام الشمسي، | جاذبية درب التبانة: | ~1,000 km/s |  |                 |               |           |

## الانفلات منثقب أسود
حالة خاصة تتعلق بانفلات جسم من ثقب أسود، في هذه الحالة تلزم حصول الجسم على سرعة تفوق سرعة الضوء. وبما أن تعدي سرعة الضوء للأجسام غير ممكنة فلا يمكن لجسم الانفلات من الثقب الأسود.

## الانفلات من المجموعة الشمسية
بتطبيق معادلة الانفلات على الشمس، أي مغادرة المجموعة الشمسية، تستخدم بعد الشمس عن الأرض {\displaystyle r} وبذلك نحصل على سرعة انفلات 42,1 كيلومتر /ثانية. ولكن هذه السرعة تنطبق في حالة ثبات الأرض.ولكن الأرض تدور حول الشمس بسرعة قدرها 29,8 كيلومتر/ثانية مغادرة المجموعة الشمسية سرعة مقدارها 12,3 كيلومتر/ ثانية بشرط انطلاقه في نفس اتجاه دوران الأرض حول الشمس.
- يسهل إطلاق الأقمار الصناعية بإقلاع الصاروخ الحامل للقمر الصناعي من قاعدة قريبة من خط الاستواء، ويكون اتجاه الإطلاق من الغرب إلى الشرق لأن الأرض تدور حول محورها عند خط الاستواء بسرعة نحو 1000 كيلومتر/ساعة، وهذه تساعد على وصول سرعة الصاروخ وبالتالي سرعة القمر الصناعي إلى 11 كيلومتر/ثانية للوصول والبقاء في مداره حول الأرض.